# Piotr Kowalczak

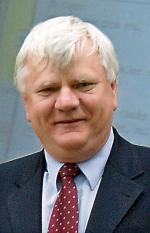
Piotr Kowalczak

Piotr Włodzimierz Kowalczak (* 20. Juni 1950 in Poznań (Posen)) ist ein auf dem Gebiet der Wasserwirtschaft tätiger polnischer Wissenschaftler.

## Leben
Piotr Kowalczak promovierte 1982 an der Akademie der Landwirtschaftswissenschaften in Posen und habilitierte 1989 an der Universität der Landwirtschaftswissenschaften zum Thema Hydrologische Bewertung der partiellen Einzugsgebiete der oberen Netze mit der Methode der nichthierarchischen Clusteranalyse. Er war von 1991 bis 2007 Direktor der Niederlassung Poznań des polnischen hydro-meteorologischen Dienstes (IMGW), danach Vorsitzender des Wissenschaftsrates des IMGW in Warschau. Seit 2008 arbeitet er bei der Polnischen Akademie der Wissenschaften in Poznań.
Piotr Kowalczak ist Mitglied internationaler Wissenschaftsgremien wie WMO, IKSO und Baltex. Für die erfolgreiche Zusammenarbeit mit deutschen Dienststellen verlieh ihm der damalige Brandenburger Ministerpräsident Manfred Stolpe 1997 die Oderflut-Medaille. Im Jahr 2002 erhielt er den Preis des polnischen Umweltministers für besondere wissenschaftliche Errungenschaften auf dem Gebiet des Schutzes, der Gestaltung und der Nutzung der Umwelt und deren Ressourcen für die Arbeit Hierarchie des Flächenbedarfs für dezentrale Retentionsmaßnahmen im Einzugsgebiet der Warthe.

## Werke (Auswahl)
- Kowalczak P., Farat R., Kępińska-Kasprzak M., Mager P.: Susze na obszarze Polski w latach 1951–1990. (Trockenheit im Gebiet Polens in den Jahren 1951–1990) Forschungsmaterial, Serie: Wasserwirtschaft und Gewässerschutz, nr 16, IMGW, Warszawa 1995. ISSN 0239-6238
- Kowalczak P., Farat R., Kępińska-Kasprzak M., Kuźnicka M., Mager P.: Hierarchia potrzeb obszarowych malej retencji. (Hierarchie des Flächenbedarfs für die dezentrale Retention) Forschungsmaterial, Serie: Wasserwirtschaft und Gewässerschutz, nr 19, IMGW, Warszawa 1997. ISSN 0239-6238
- Kowalczak P.: Konflikty o wodę. (Konflikte um Wasser). Verlag Kurpisz: Przeźmierowo 2007, ISBN 978-83-89738-99-8
- Kowalczak P., Krauze G., Siudak R.: Nowe metody pomiarów i analiz stosowane w badaniach limnologicznych na przykładzie jeziora Sława. (In der Forschung angewandte neue Mess- und Analysemethoden am Beispiel des Slawa-See). Forschungsmaterial, Serie: Hydrologie und Meereskunde, nr 33, IMGW, Warszawa 2007. ISSN 0239-6297
- Kowalczak P.: Zagrożenia związane z deficytem wody. (Mit Wasserdefizit verbundene Gefahren). Verlag Kurpisz: Przeźmierowo 2008, ISBN 978-83-7524-979-8
- Kundzewicz Z. W., Kowalczak P.: Zmiany klimatu i ich skutki. (Klimaänderung und ihre Folgen) Verlag Kurpisz: Przeźmierowo 2008. ISBN 978-83-7524-969-9
- Kowalczak P., Nieznański P., Stańko R., Sanz M. B., Mas F. M.: Natura 2000 a gospodarka wodna. (Natura 2000 und die Wasserwirtschaft) Polnisches Umweltministerium, Warszawa 2009. ISBN 978-83-89994-02-8
- Kundzewicz Z. W., Kowalczak P.: The potential for water conflict is on the increase. Nature 459, 31 (6 May 2009). ISSN 0028-0836 E-ISSN 1476-4687
- Kowalczak P., Kundzewicz Z. W.: Water–related conflicts in urban areas. Hydrological Sciences Journal, Special Issue – Water Crisis and Conflicts, 2010. ISSN 0262-6667 E-ISSN 2150-3435
- Kowalczak P.: Wodne dylematy urbanizacji. (Wasserdilemmas der Urbanisierung). Verlag Kurpisz 2010. ISBN 978-83-61014-24-9